# U-21-Fußball-Europameisterschaft 2015/Finalrunde
Dieser Artikel beschreibt die Finalrunde der U-21-Fußball-Europameisterschaft 2015.

## Spielplan
|  | Halbfinale  | Halbfinale |          |          | Finale | Finale |
|  |             |            |          |          |        |        |
|  |             |            |          |          |        |        |
|  | Dänemark    | 1          |          |          |        |        |
|  | Schweden    | 4          |          |          |        |        |
|  |             |            | Schweden | 00 (4)1  |        |        |
|  |             |            |          | Portugal | 0 (3)  |        |
|  | Portugal    | 5          |          |          |        |        |
|  | Deutschland | 0          |          |          |        |        |
|  |             |            |          |          |        |        |

1 Sieg im Elfmeterschießen

## Halbfinale

### Portugal – Deutschland 5:0 (3:0)
| Portugal                                                | Portugal | Deutschland | Deutschland |
| ------------------------------------------------------- | --- | --- | ----------- |
| Portugal                                                | \| 27. Juni 2015 um 18:00 Uhr in Olmütz (Andrův stadion) \| \| Zuschauer: 9.876 \| \| Schiedsrichter: Anastasios Sidiropoulos ( Griechenland) \| \| Spielbericht \| | \| 27. Juni 2015 um 18:00 Uhr in Olmütz (Andrův stadion) \| \| Zuschauer: 9.876 \| \| Schiedsrichter: Anastasios Sidiropoulos ( Griechenland) \| \| Spielbericht \| | Deutschland |
| Portugal                                                | José Sá – Ricardo Esgaio, Paulo Oliveira, Tobias Figueiredo, Raphaël Guerreiro (64. João Cancelo) – João Mário, William Carvalho, Sérgio Oliveira – Ricardo Pereira, Bernardo Silva (50. Rafael Ferreira Silva), Ivan Cavaleiro (46. Ricardo Horta) Cheftrainer: Rui Jorge | Marc-André ter Stegen – Julian Korb (87. Felix Klaus), Matthias Ginter, Dominique Heintz, Christian Günter – Johannes Geis (46. Max Meyer) – Amin Younes, Emre Can, Joshua Kimmich, Nico Schulz (50. Leonardo Bittencourt) – Kevin Volland Cheftrainer: Horst Hrubesch | Deutschland |
| Portugal                                                | 1:0 Bernardo Silva (25.) 2:0 Ricardo Pereira (33.) 3:0 Ivan Cavaleiro (45.) 4:0 João Mário (46.) 5:0 Ricardo Horta (71.) | | Deutschland |
| Portugal                                                | Ricardo Esgaio (17.) | Joshua Kimmich (23.), Leonardo Bittencourt (63.) | Deutschland |
| Portugal                                                | Leonardo Bittencourt (74.) | | Deutschland |
| 27. Juni 2015 um 18:00 Uhr in Olmütz (Andrův stadion)   | | |             |
| Zuschauer: 9.876                                        | | |             |
| Schiedsrichter: Anastasios Sidiropoulos ( Griechenland) | | |             |
| Spielbericht                                            | | |             |

### Dänemark – Schweden 1:4 (0:2)
| Dänemark                                            | Dänemark | Schweden | Schweden |
| --------------------------------------------------- | --- | --- | -------- |
| Dänemark                                            | \| 27. Juni 2015 um 21:00 Uhr in Prag (Generali Arena) \| \| Zuschauer: 9.834 \| \| Schiedsrichter: Sergei Karassjow ( Russland) \| \| Spielbericht \| | \| 27. Juni 2015 um 21:00 Uhr in Prag (Generali Arena) \| \| Zuschauer: 9.834 \| \| Schiedsrichter: Sergei Karassjow ( Russland) \| \| Spielbericht \| | Schweden |
| Dänemark                                            | Jakob Busk – Alexander Scholz, Andreas Christensen, Jannik Vestergaard , Jonas Knudsen – Jens Jønsson (57. Lasse Vigen Christensen), Nicolaj Thomsen, Pierre Emile Højbjerg – Uffe Bech (90.+2' Viktor Fischer), Yussuf Poulsen, Rasmus Falk (65. Pione Sisto) Cheftrainer: Jess Thorup | Patrik Carlgren – Victor Lindelöf, Alexander Milošević, Filip Helander, Ludwig Augustinsson – Simon Tibbling (72. Robin Quaison), Oscar Hiljemark , Oscar Lewicki, Abdul Khalili – Isaac Kiese Thelin (90.+3' Sam Larsson), John Guidetti (60. Mikael Ishak) Cheftrainer: Håkan Ericson | Schweden |
| Dänemark                                            | 1:2 Uffe Bech (63.) | 0:1 John Guidetti (23., Foulelfmeter) 0:2 Simon Tibbling (23.) 1:3 Robin Quaison (83.) 1:4 Oscar Hiljemark (90.) | Schweden |
| Dänemark                                            | Yussuf Poulsen (59.) | | Schweden |
| 27. Juni 2015 um 21:00 Uhr in Prag (Generali Arena) | | |          |
| Zuschauer: 9.834                                    | | |          |
| Schiedsrichter: Sergei Karassjow ( Russland)        | | |          |
| Spielbericht                                        | | |          |

## Finale

### Schweden – Portugal 0:0 n.V., 4:3 i.E.
| Schweden                                        | Schweden | Portugal | Portugal |
| ----------------------------------------------- | --- | --- | -------- |
| Schweden                                        | \| 30. Juni 2015 um 20:45 Uhr in Prag (Eden Aréna) \| \| Zuschauer: 18.867 \| \| Schiedsrichter: Szymon Marciniak ( Polen) \| \| Spielbericht \| | \| 30. Juni 2015 um 20:45 Uhr in Prag (Eden Aréna) \| \| Zuschauer: 18.867 \| \| Schiedsrichter: Szymon Marciniak ( Polen) \| \| Spielbericht \|                                                                                                 | Portugal |
| Schweden                                        | Patrik Carlgren – Victor Lindelöf, Alexander Milošević, Filip Helander (46. Joseph Baffo), Ludwig Augustinsson – Abdul Khalili, Oscar Hiljemark , Oscar Lewicki, Simon Tibbling (66. Robin Quaison) – John Guidetti, Isaac Kiese Thelin Cheftrainer: Håkan Ericson | José Sá – Ricardo Esgaio, Paulo Oliveira, Tiago Ilori, Raphaël Guerreiro – William Carvalho – João Mário, Bernardo Silva, Sérgio Oliveira (54. Tózé) – Ricardo Pereira (70. Gonçalo Paciência), Ivan Cavaleiro (61. Iuri) Cheftrainer: Rui Jorge | Portugal |
| Schweden                                        | Elfmeterschießen | | Portugal |
| Schweden                                        | 1:0 John Guidetti 2:1 Isaac Kiese Thelin 3:2 Ludwig Augustinsson Sá hält gegen Abdul Khalili 4:3 Victor Lindelöf | 1:1 Gonçalo Paciência 2:2 Tózé Carlgren hält gegen Ricardo Esgaio 3:3 João Mário Carlgren hält gegen William Carvalho | Portugal |
| Schweden                                        | Joseph Baffo (110.), Victor Lindelöf (112.) | | Portugal |
| 30. Juni 2015 um 20:45 Uhr in Prag (Eden Aréna) | | |          |
| Zuschauer: 18.867                               | | |          |
| Schiedsrichter: Szymon Marciniak ( Polen)       | | |          |
| Spielbericht                                    | | |          |